# Fonte Arcada (Sernancelhe)
Fonte Arcada era una freguesia portuguesa del municipio de Sernancelhe, distrito de Viseo. En 2011 tenía una extensión de 11,87 km² y una población de 270 habitantes.

## Historia
Con carta foral otorgada en 1193, Fonte Arcada fue sede de concelho hasta 1855, año en que quedó incorporada como freguesia del concelho de Sernancelhe.
A su vez, la freguesia, afectada por un intenso proceso de despoblación (tenía 928 habitantes al comenzar el siglo XX y mantenía 705 en 1960), fue suprimida el 28 de enero de 2013, en aplicación de una resolución de la Asamblea de la República portuguesa promulgada el 16 de enero de 2013 al unirse con la freguesia de Escurquela, formando la nueva freguesia de Fonte Arcada e Escurquela.
La supresión como freguesia no priva a Fonte Arcada de su categoría político-administrativa de vila, otorgada por Ley 29/2005, de 28 de enero.

## Patrimonio
- Iglesia matriz, construcción románica restaurada en el siglo XVI.
- Pelourinho, recuerdo de su antigua condición de sede de concelho.
- Casas solariegas, como las de los condes de Azenha, la de las Couraças, el medieval y austero Paço de D. Loba, que acaso deba su nombre al perro que ostenta su fachada, o la de los Brigadeiros, también llamada Solar dos Gouveia, construcción del siglo XVIII que tuvo uso militar como cuartel de la capitanía mayor.